# Sänna (Szwecja)
Sänna – miejscowość (tätort) w Szwecji, w regionie administracyjnym (län) Örebro, w gminie Askersund.
Według danych Szwedzkiego Urzędu Statystycznego liczba ludności wyniosła: 204 (31 grudnia 2018) i 202 (31 grudnia 2019).